# Jorge Daniel Abreu Vilela
Jorge Daniel Abreu Vilela (sinh ngày 16 tháng 3 năm 1996 in Citânia) là một cầu thủ bóng đá người Bồ Đào Nha thi đấu cho S.C. Freamunde ở vị trí tiền vệ.

## Sự nghiệp câu lạc bộ
Vào ngày 31 tháng 7 năm 2016, Vilela có màn ra mắt cho Freamunde trong trận đấu tại Cúp Liên đoàn bóng đá Bồ Đào Nha 2016–17 trước União Madeira.